# 구마모토시 노면전차 간선
간선(일본어: 幹線)은 일본 구마모토현 구마모토시 니시구에 위치한 구마모토에키마에 정류장부터 구마모토 시 주오구에 위치한 스이도초 정류장을 잇는 구마모토 시 교통국이 운영하는 노면 전차의 노선이다.

## 운행 형태
- ■ A 계통 : (다사키바시 - 겐군마치) - 간선 전 구간을 7분 간격으로 운행
- ■ B 계통 : (가미구마모토에키마에 - 겐군마치) - 가라시마초 - 스이도초 간을 11분 간격으로 운행

## 역사
- 1924년 8월 1일 : 구마모토에키마에 - 스이도초 - 조교지마치 간이 개업.
- 1928년 3월 3일 : 하나바타초 - 시야쿠쇼마에 간 노선 변경.
- 1929년 6월 13일 : 후루카와초 - 하나바타초 간 노선 변경.
- 1972년 3월 1일 : 스이도초 - 조교지마치 간이 폐지.
- 2011년 3월 1일 : 구마모토조마에를 하나바타초, 시야쿠쇼마에를 구마모토조 · 시야쿠쇼마에로 개칭.

## 정류장 목록
| 정류장 번호 | 역명                      | 일어 역명        | 역간 거리 | 누계 거리 | 접속 노선                                                                                   | 소재지 |
| ----------- | ------------------------- | ---------------- | --------- | --------- | ------------------------------------------------------------------------------------------- | ------ |
| 3           | 구마모토에키마에          | 熊本駅前         | -         | 0.0       | 구마모토 시 교통국 노면 전차 다사키선 규슈 여객철도 가고시마 본선 · 호히 본선 (구마모토 역) | 니시구 |
| 4           | 기온바시                  | 祇園橋           | 0.5       | 0.5       |                                                                                             | 주오구 |
| 5           | 고후쿠마치                | 呉服町           | 0.5       | 1.0       |                                                                                             | 주오구 |
| 6           | 가와라마치                | 河原町           | 0.4       | 1.4       |                                                                                             | 주오구 |
| 7           | 게이토쿠코마에            | 慶徳校前         | 0.4       | 1.8       |                                                                                             | 주오구 |
| 8           | 가라시마초                | 辛島町           | 0.4       | 2.2       | 구마모토 시 교통국 노면 전차 가미구마모토 선                                                | 주오구 |
| 9           | 하나바타초                | 花畑町           | 0.2       | 2.4       |                                                                                             | 주오구 |
| 10          | 구마모토조 · 시야쿠쇼마에 | 熊本城・市役所前 | 0.4       | 2.8       |                                                                                             | 주오구 |
| 11          | 도리초스지                | 通町筋           | 0.2       | 3.0       |                                                                                             | 주오구 |
| 12          | 스이도초                  | 水道町           | 0.3       | 3.3       | 구마모토 시 교통국 노면 전차 스이젠지 선                                                    | 주오구 |